# Datu Odin Sinsuat

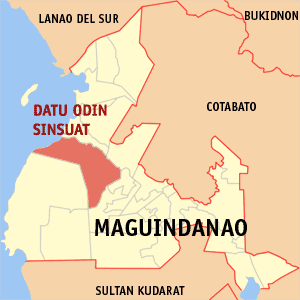
Datu Odin Sinsuats läge i Shariff Kabunsuan

Datu Odin Sinsuat är en ort i provinsen Maguindanao på ön Mindanao i Filippinerna. Den var fram till 2008 administrativ huvudort för provinsen Shariff Kabunsuan i regionen Muslimska Mindanao.
Datu Odin Sinsuat räknas officiellt inte som stad utan är en kommun. Kommunen är indelad i 34 smådistrikt, barangayer, varav 32 är klassificerade som landsbygdsdistrikt och endast 2 som tätortsdistrikt. Hela kommunen har 71 569 invånare (folkräkning 1 maj 2000) varav 8 843 invånare bor i centralorten.